# Jacques Cardyn
Jacques Cardyn (Chile Chica, 4 maggio 1946) è un ex schermidore canadese.

## Biografia
Ha partecipato ai Giochi della XXIII Olimpiade di Los Angeles nel 1984.

## Palmarès
In carriera ha conseguito i seguenti risultati:
- Giochi Panamericani:

Caracas 1983: oro nella spada a squadre.